# SMS Amazone (1843)
La SMS Amazone era una corvetta di legno del tipo caravella della flotta prussiana, che svolse principalmente servizio come nave scuola per l'addestramento degli allievi ufficiali prussiani della Scuola di navigazione di Danzica. Sebbene passata alle dipendenze del Ministero delle Finanze prussiano e venisse anche utilizzata per l'addestramento di marinai civili ha continuato ad innalzaree la bandiera di guerra prussiana.

## Storia
Costruita a Grabow presso Stettino venne varata il 24 giugno 1843 entrando in servizio il 19 maggio 1844.
Nel suo primo grande viaggio, nel 1844, raggiunse l'Inghilterra, il Portogallo, Gibilterra, la Grecia e l'Impero ottomano fino al Mar Nero. Nel 1845 salpò per la Danimarca, l'Inghilterra e la Spagna fino a Genova. Nel 1847 attraversò l'Atlantico con destinazione New York.
Tra il 1848 e il 1852 fece parte della Reichsflotte, la Marina del Deutsches Reich, stato di brevissima durata evoluzione della Confederazione tedesca.
Dopo un riallestimento nel 1852 presso il Regio arsenale di Danzica, nel 1853 la nave attraversò nuovamente l'Atlantico per recarsi in Sud America e in Nord America e nel 1857 ha effettuato visitò Scandinavia e Inghilterra.
Nel corso di una crociera addestrativa con destinazione il Portogallo, il 14 novembre 1861 la nave affrontò al largo delle coste olandesi un uragano e affondò con l'intero equipaggio. Le cifre sul numero di vittime variano. Secondo alcune fonti le persono morte furono 114, secondo altre fonti le vittime furono 143, il comandante, Kapitänleutnant Hermann, cinque ufficiali, 18 allievi e 120 uomini dell'equipaggio.
Dopo l'affondamento della nave, si vociferava che fossero stati volutamente speronati da un'altra nave. Nel 1862, la rivista "Die Gartenlaube" pubblicò una rappresentazione illustrata di questa versione dell'affondamento che ha portato al divieto della distribuzione di questa rivista in Prussia.
Nel 1863 all'Invalidenpark di Berlino venne eretto un obelisco in memoria dei caduti della nave, menzionato nel romanzo "Stine" di Theodor Fontane  Il monumento venne demolito nel 1951 in seguito ad una risoluzione del SED, il partito politico egemone al potere nella Repubblica Democratica Tedesca.
La SMS Amazone è stata l'unica nave da guerra prussiana disponibile fino al 1848.